# Sümegprága
Sümegprága là một thị trấn thuộc hạt Veszprém, Hungary. Thị trấn này có diện tích 5,79 km², dân số năm 2010 là 633 người, mật độ 109 người/km².